# Polychalca punctatissima
Polychalca punctatissima es una especie de insecto coleóptero de la familia Chrysomelidae.
Fue descrita científicamente en 1818 por Wolf.